# タイタニックミステリー
『タイタニックミステリー 蒼の戦慄』（タイタニックミステリー あおのせんりつ）は、1987年7月24日に学研から発売されたファミリーコンピュータディスクシステム用アドベンチャーゲームソフト。

## 概要
2008年、プレイヤーは1912年に沈んだタイタニック号を引き上げるという巨大プロジェクトを立ち上げた社長になり、3人の女性であるももこ、まりーん、れいかの3人から1人を選び、資金が尽きないようにトレジャーハンティングや記者会見で記者から好印象を得て、資金援助をしてもらう。沈んだ原因を突き止め、タイタニック号を浮上させればエンディングになる。3か月で終わり、10月までに引き上げないと、ゲームオーバー。途中で資金が尽きたりすると、社長が詐欺容疑で逮捕、ある一定の条件を満たしてしまうと、核爆発が起きてバッドエンドになる。
学研が製作したことから同社の雑誌に広告を載せたほか、科学と学習に特集記事を載せるなどしていた。

## 設定

### 人物
マリーン
年齢：21歳、血液型：O型、星座：水瓶座、T175／B90・W58・H88、趣味：トライアスロン。日頃から鍛えられた肉体美を持つ。スタミナがあり、障害物と接触してもダメージが少ない。
ももこ
年齢：20歳、血液型：A型、星座：乙女座、T165／B82・W56・H80、趣味：読書&編み物。直感力に優れ、アイテムを探し出すのが得意。どんな小さな物も見逃さない観察力を持つ。
れいか
年齢：18歳、血液型：B型、星座：魚座、T168／B85・W56・H86、趣味：ジャズダンス。表現力が豊かで、人懐っこい性格。マスコミにアピールするのが上手い。スポンサーの財布も緩みがち。

### 舞台
カレンダールーム
- 日付と資金残高が表示されている。それぞれの部屋へ移動する事ができる。

タイタニック号船内
- 船内に侵入し探索を行う。

スポンサーとの会見室
- 船内で入手した品物を、TV電話でスポンサーに売買の交渉をする。

記者会見室
- 記者からの質問に回答する。回答によっては後の探索に影響する。

ベッドルーム
- 主人公の体力を回復する。

## 評価
- ゲーム誌『ファミコン通信』のクロスレビューでは、合計25点（満40点）となっている[1]。

- ゲーム誌『ファミリーコンピュータMagazine』の読者投票による「ゲーム通信簿」での評価は以下の通りとなっており、13.02点（満25点）となっている[2]。また、同雑誌1991年5月24日号特別付録の「ファミコンディスクカード オールカタログ」では、「映画を見るような臨場感がウリ」、「360度分横スクロールする船内を探索する様は、いかにも映画的な臨場感をねらった新機軸として評価される」と紹介されている[2]。

| 項目 | キャラクタ | 音楽 | 操作性 | 熱中度 | お買得度 | オリジナリティ | 総合  |
| 得点 | 2.90       | 2.45 | 2.32   | 2.43   | -        | 2.92           | 13.02 |

- ゲーム誌『ユーゲー』では、「『エバーブルー』や『ハッピーサルベージ』に近い、沈没船探索アドベンチャーだ。部屋に東西南北が存在するマップシステムの完成度は高いが、ストーリーが激しい。巨大風船を膨らませて船を引き上げようとしたり、実はタイタニック号の動力が原子力だったとか、沈没の原因は宇宙人のシワザだったなど、妄想含有率高すぎ」と評している[3]。